# 형의 선고로 인한 지방자치단체장의 권한대행 사건
형의 선고로 인한 지방자치단체장의 권한대행 사건은 대한민국 유명 헌법재판소 판례이다. 지방자치법 제11조 1항 3호는 헌법불합치로 적용중지되어 2011.5.30. 법률 제10739호에 의하여 2010.9.2. 헌법재판소에서 헌법불합치 결정된 이 조 제1항제3호를 삭제하였다.

## 사실관계
청구인은 도지사로 당선되어 취임하였는데 당선전 정치자금법 위반죄로 징역 8월의 형을 성고받았고, 항소심에서 징역 6월의 형을 선고받았으며, 현재 상고심에 계속외더 있다. 청구인은 지방자치법 제111조 제1항 제3호에 따라 도지사에 취임한 직후부터 직무에서 배제되었고 이에 청구인은 이 조항이 무죄 추정의 원칙에 위배될 뿐만 아니라 공무담임권 및 평등권을 침해하여 헌법에 위반된다며 헌법소원심판을 청구하였다.

## 관련조문
제111조(지방자치단체의 장의 권한대행 등) ① 지방자치단체의 장이 다음 각 호의 어느 하나에 해당되면 부지사·부시장·부군수·부구청장(이하 이 조에서 "부단체장"이라 한다)이 그 권한을 대행한다.
3. 금고 이상의 형을 선고받고 그 형이 확정되지 아니한 경우

## 결론
헌법불합치

## 이유

### 공무담임권
이 사건 법률조항은, 자치단체장이 금고 이상의 형을 선고받은 경우에 부단체장으로 하여금 그 권한을 대행하도록 규정함으로써, 금고 이상의 형을 선고받은 자치단체장을 그 형이 확정되기 전까지 잠정적으로 직무에서 배제시키고 있다. 즉, 선거직 공무원인 자치단체장의 직무를 ‘금고 이상의 형의 선고’를 요건으로 일시 정지시키고 있는 것이다. 우리 헌법 제25조는 “모든 국민은 법률이 정하는 바에 의하여 공무담임권을 가진다.”고 규정하여 공무담임권을 기본권으로 보장하고 있고, 공무담임권의 보호영역에는 공직취임 기회의 자의적인 배제뿐 아니라 공무원 신분의 부당한 박탈이나 권한(직무)의 부당한 정지도 포함된다. 결국 이 사건 법률조항이 임기가 정하여져 있는 선거직 공무원의 직무를 ‘형이 확정될 때까지’라는 불확실한 시점까지 정지시키는 것은, 비록 일시적이고 잠정적인 처분이라 하더라도, 헌법상 보장된 청구인의 공무담임권을 제한하고 있다고 할 것이다

## 참고 문헌
- 헌법재판소 판례 2010.9.2. 2010헌마418
- 김현철, 무죄추정원칙에 관한 헌법재판소 판례 검토 : 헌재 2010. 9. 2. 2010헌마418 결정에 대한 평석을 중심으로, 법학논총 제32집 제2호, 전남대학교 법학연구소, 2012.
- 장영수, 지방자치법 제111조 제1항 제3호에 대한 헌법불합치 결정의 검토 : 헌재 2010.9.2. 2010헌마418 결정에 대한 평석, 고시계, 제56권 제5호 통권651호, 국가고시학회, 2011.